# Carlo Manzoni
Carlo Manzoni (* 16. April 1909 in Mailand; † 16. Mai 1975 ebenda) war ein italienischer Maler und Schriftsteller.

## Leben
Manzoni studierte zuerst Medizin, dann in Abendkursen Architektur sowie Malerei an verschiedenen Hochschulen und war in der Futurismus-Bewegung aktiv. Nachdem er sich bereits als Maler einen Namen gemacht hatte, begann er 1936 zu schreiben. Zuerst satirische und humoristische Aufsätze für Zeitungen und Zeitschriften, später auch Stücke für Theater und Fernsehen.
Er ist Mitbegründer der satirischen Zeitschrift Bertoldo, deren Chefredakteur von 1936 bis 1943 Giovanni Guareschi war.
Manzoni, der lange Jahre auch als Gagschreiber für Filme gearbeitet hatte, schrieb und inszenierte 1951 die Filmkomödie Ha fatto 13!.
Manzoni wurde Ende der 1960er Jahre außerhalb seines Heimatlandes mit seinen Superthrillern bekannt, einer Reihe humoristischer Kriminalromane, in denen er diese literarische Gattung parodiert, indem er maßvoll übertreibt oder die aus Kriminalromanen gewohnten Stereotype mit witzigen Elementen durchsetzt. Manzonis Protagonisten sind die Privatdetektive Chico Pipa und Gregorio Scarta. Scarta ist ein vierbeiniger Kollege, ein ehemaliger Polizeihund, der nichts von seinem Handwerk verlernt hat und wie Chico Pipa zu Hochform aufläuft, wenn der Tank mit genügend Bourbon Whiskey gefüllt ist. Als verdeckter Ermittler ist Scarta unschlagbar.
Signor Veneranda ist ein moderner Sokrates, der seine Mitmenschen wortwörtlich nimmt, sie in verzwickte Gespräche verwickelt und dadurch zuweilen skurrile Situationen heraufbeschwört.

## Werke
Superthriller
- Ti spacco il muso, bimba, 1959 (dt. Der Finger im Revolverlauf, übers. von Herbert u. Marlys Herlitschka, Langen Müller, München 1961)
- Lo, quella la faccio a fette, 1960 (dt. Blut ist kein Nagellack, übers. von Maria Kern, Langen Müller, München 1965)
- Un colpo in testa, e sei più bella, angelo, 1961 (dt. Ein Schlag auf den Schädel und du bist eine Schönheit, übers. von Maria Kern, Langen Müller, München 1965)
- Che pioggia di sberle, bambola, 1961 (dt. Jetzt regnet's Ohrfeigen, übers. von Maria Kern, Langen Müller,  Langen Müller, München 1969)
- Ti svito le tonsille, piccola, 1962 (dt. Der Hund trug keine Socken, übers. von Maria Kern, Langen Müller, München 1966)
- Ti faccio un occhio nero e un occhio blu, 1962 (dt. Haust du mich, hau ich dich, übers. von Maria Kern, Langen Müller, München 1974)
- Un calcio di rigor sul tuo bel muso, 1963 (dt. Der tiefgekühlte Mittelstürmer, übers. von Maria Kern, Langen Müller, München 1964)
- Pancia da schiaffi, 1963 (dt. Kein Whisky unter Wasser, übers. von Maria Kern, Langen Müller, München 1968)
- Ti stiro i connotati, tesoro, 1964 (keine dt. Ausgabe)
- Con un bacio ti brucio, 1968 (dt. Das MG im Dekolleté, übers. von Maria Kern, Langen Müller, München 1970)

Weitere Werke
- Il signor Veneranda, 1949 (dt. Da stimmt was nicht, übers. von Herbert u. Marlys Herlitschka, Langen Müller, München 1955)
- È sempre festa, 1950 (dt. Alle Tage Sonnenschein, übers. von Johannes Piron, Langen Müller, München 1956)
- Il signor Veneranda (dt. Signor Veneranda sieht rot; spätere Buchtitel auch: Signor Veneranda und andere kuriose Geschichten; 100 x Signor Veneranda, übers. von Herbert u. Marlys Herlitschka, Langen Müller 1960)
- Il quattordicesimo invitato (dt. Der vierzehnte Gast – Kuriose und andere Geschichten, übers. von Raimund Mayer-Rosa u. Johannes Piron, Goldmann, Augsburg 1961)
- Frena, cretino! Racconti e disegni con l'automobile, 1970 (dt. Liebling, zieh die Bremse an – Heitere Geschichten um das Auto, übers. von Maria Kern, Langen Müller, München 1974)
- I racconti del Martello (dt. Die Lügengeschichten des Carlo Manzoni, übers. von Maria Kern, Langen Müller, München 1967)
- Der Held vom Wasserhahn, übers. von Maria Kern, Langen Müller, München 1977
- Ferien – oje.
- Die Giraffe in der Straßenbahn

## Filmografie (Auswahl)
- 1951: Ha fatto 13! (auch Regie)
- 1964: Sexköniginnen der Nacht (Per una valigia piena di donne)